# Ingemo i Dala
Sankta Ingemo i Dala var ett svenskt lokalhelgon.
Ingemo var ett så kallat lokalhelgon, vilket innebär att hon inte var ett av katolska kyrkan erkänt helgon, utan enbart var känd och dyrkad i sin hemtrakt. 
Hon åkallades vid allehanda boskapssjukdomar.
Ingemo källa var vigd åt dyrkan kring Sankta Ingemo.